# Guet Ndar
 (avril 2024).
Améliorez-le ou discutez des points à vérifier. 
Guet Ndar est un quartier de pêcheurs de Saint-Louis du Sénégal. Le pont Faidherbe relie le vieux quartier de l'île de Saint-Louis à la route de Dakar.

Animation de la brèche de la Langue de Barbarie.

Guet N'Dar, le quartier des pêcheurs de Saint-Louis
Face à l'Île de Saint-Louis, de l’autre côté du pont Malick-Gaye, le village de pêcheurs du Guet N’Dar, à l'activité trépidante, occupe toute la partie sud de la Langue de Barbarie, entre mer et fleuve. Beaucoup d'animation, de bruit et d'odeurs dans les rues et ruelles de ce quartier où se bousculent piétons, chèvres, vélos et carrioles à cheval. Au bout, le port de pêche où les femmes font sécher les poissons au soleil ou les préparent à la vente et où se négocient au meilleur prix les prises du jour. En langue Wolof, Ndar signifie Saint-Louis.

## Description
C'est un quartier très peuplé et très vivant dont la vie entière se rattache au Djehn, le poisson. Les hommes y habitant sont quasiment tous pêcheurs et partent souvent plusieurs jours de suite pour pêcher au niveau de la Gambie car les eaux sénégalaises sont désormais pauvres en poisson. Les enfants partagent leur temps entre la plage, l'école coranique, l'école primaire et les différentes tâches qu'ils peuvent remplir à la maison. Les femmes pour beaucoup vendent le poisson que récupère leur mari. On peut tout de même trouver du bétail, souvent en semi-liberté sur les routes où circulent voitures, transports en commun, calèches et piétons. Cet endroit vit aussi au rythme des chants du muezzin qui, s'ils ne se sont pas saturés par l'appareillage sonore, peuvent se révéler très appréciables.

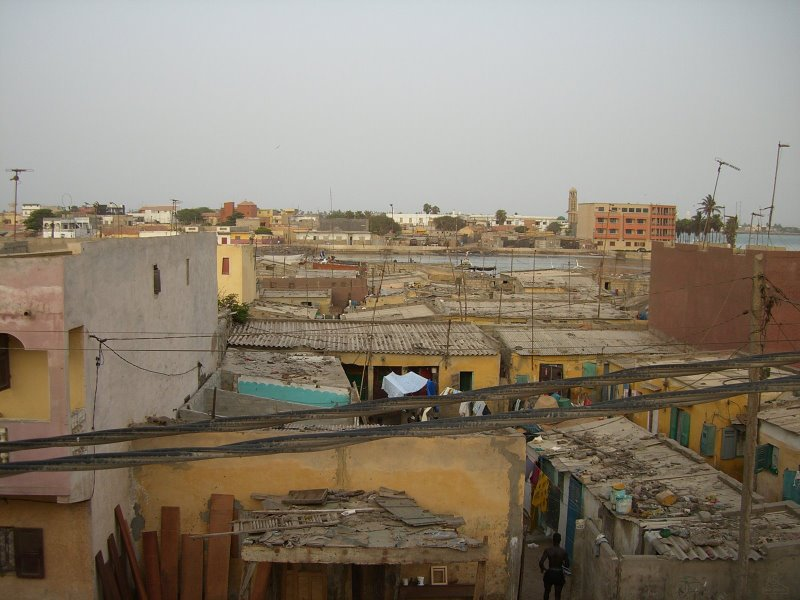
Vue du quartier.

Mais ce n'est pas tout contrairement à ce que pourront raconter certains guides. Dans le quartier où règne l'une des plus grandes densités de population au monde et une pauvreté évidente, on peut apercevoir s'élever l'école primaire Cheikh Toure. Sous l'impulsion de son directeur depuis dix ans Oumar et du président du comité des parents d'élèves Arona, l'école se rit de l'image que l'on a de son environnement et a, il y a quatre ans par exemple, obtenu les meilleurs résultats du Sénégal à l'examen de fin d'école primaire. Ces deux hommes courageux ont réussi à intégrer les parents dans la vie de l'école et à leur redonner espoir dans la réussite de leurs enfants par un autre biais que la pêche. De plus, à l'aide de l'association Fidei, qui travaille depuis plusieurs années avec des élèves de l'école d'ingénieurs Télécom ParisTech, l'école a pu s'équiper progressivement en informatique et possède maintenant selon le ministère concerné la plus belle salle de ce type du Sénégal, notamment grâce au soin que son directeur y a apporté.